# Buta Ranquil
Buta Ranquil (Mapudungún: Grandes pasturas) es una localidad del departamento Pehuenches en la provincia del Neuquén, Argentina. Se halla al pie del volcán Tromen.

## Historia

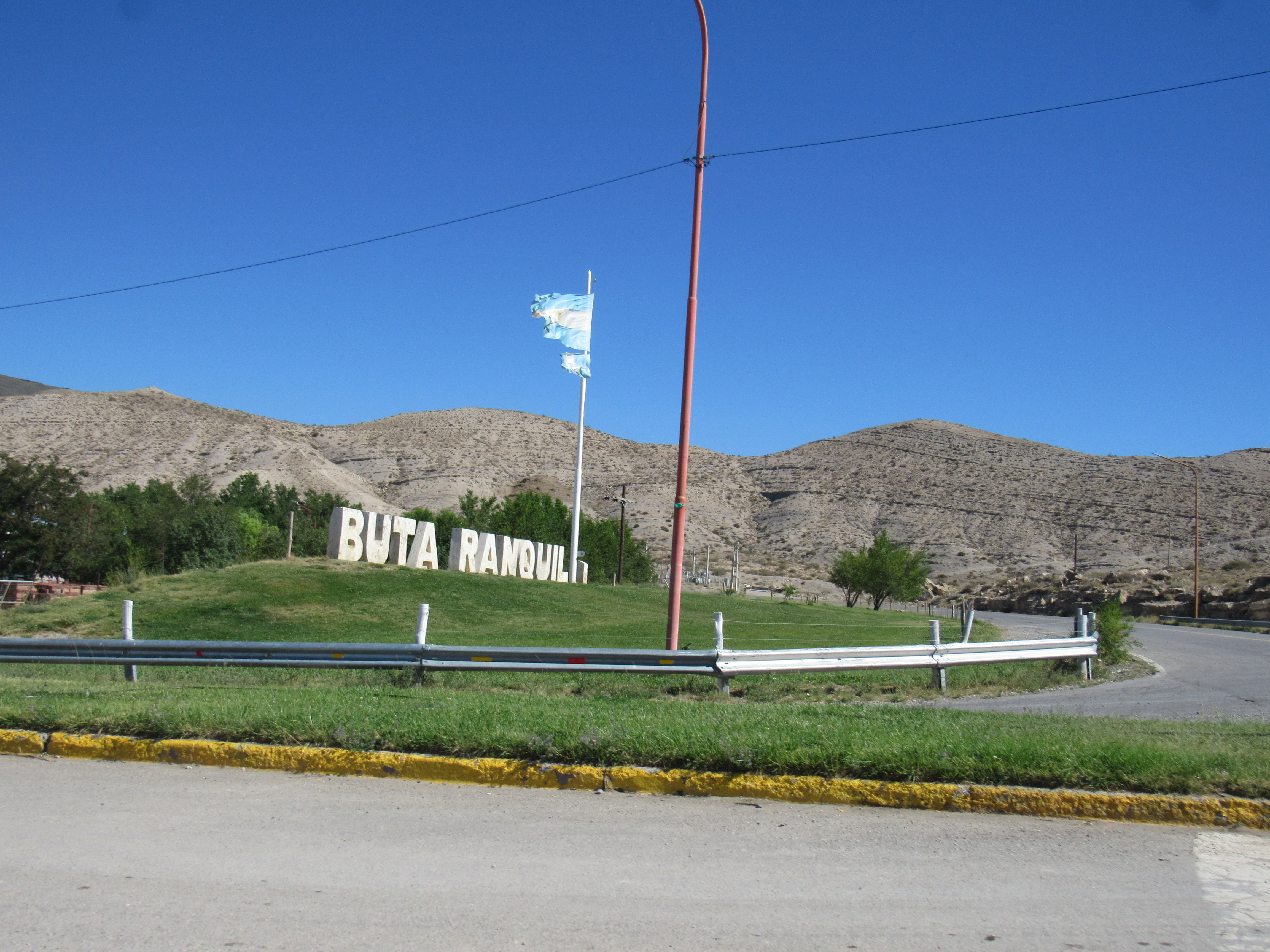
Cartel de acceso sobre Ruta 40

Los primeros poblamientos se remontan a fines del siglo XIX. Según se tiene registro, en 1895 familias chilenas procedentes de Los Huayes se radicaron en la zona luego de atravesar el paso de Las Lástimas. Sin embargo, oficialmente se considera que la fecha fundacional es el 27 de mayo de 1931. En noviembre de ese mismo año, el pueblo fue designado cabecera del departamento.

## Distancias
Dista 100 km de la ciudad de Chos Malal por la RN 40, a 110 km de Rincón de los Sauces y a 180 km de Bardas Blancas, estando cerca de la provincia de Mendoza.

## Población
Contó con 3136 habitantes (Indec, 2010), lo que representó un incremento del 50,7 % frente a los 2221 habitantes (Indec, 2001) del censo anterior. La población se compuso de 1.678 varones y 1.458 mujeres, lo que arrojó un índice de masculinidad del 53.50%. En tanto, las viviendas pasaron de a ser 607 a 1.177.
Según el censo 2022 se conoció una población dentro del municipio de 3.430 habitantes y 1.837 viviendas.
| Gráfica de evolución demográfica de Buta Ranquil entre 1991 y 2022 |
|                                                                    |
| Fuente: Censos nacionales del INDEC                                |